# Punta de Sagres
La punta de Sagres (en portugués: Ponte de Sagres, proviene del término latino Promontorium Sacrum, lit. 'Promontorio Sagrado') es un promontorio situado al suroeste de Sagres, en el Algarve, Portugal. Queda a 4 km al este y 3 km al sur del cabo de San Vicente y es considerado el extremo suroeste de la Europa continental. Al oeste, separa la ensenada de Beliche (donde se emplaza una fortaleza con ese nombre y que llega hasta el cabo de San Vicente) de la ensenada de Sagres (más pequeña, de 1500 m de ancho, y que va hasta punta de la Atalaya).
La región entre punta de Sagres y el cabo de San Vicente ha estado cargada de una tradición espiritual desde el Neolítico, existiendo menhires en el municipio de Vila do Bispo, a donde pertenecen ambos accidentes geográficos.
En 2015, fue distinguido con el Sello de Patrimonio Europeo que concede la Unión Europea a los sitios que hayan desempeñado un papel fundamental en la historia de Europa.

## Historia
El promontorio de Sagres siempre ha sido una referencia importante para la navegación al ofrecer refugio a las naves ante la peligrosa navegación en la zona del cabo de San Vicente. Ante el riesgo de ser empujados por las olas hacia los acantilados del cabo, los capitanes y maestres preferían esperar en las calas cercanas a punta de Sagres a que las condiciones de viento y mar fueran favorables.

### Estrabón

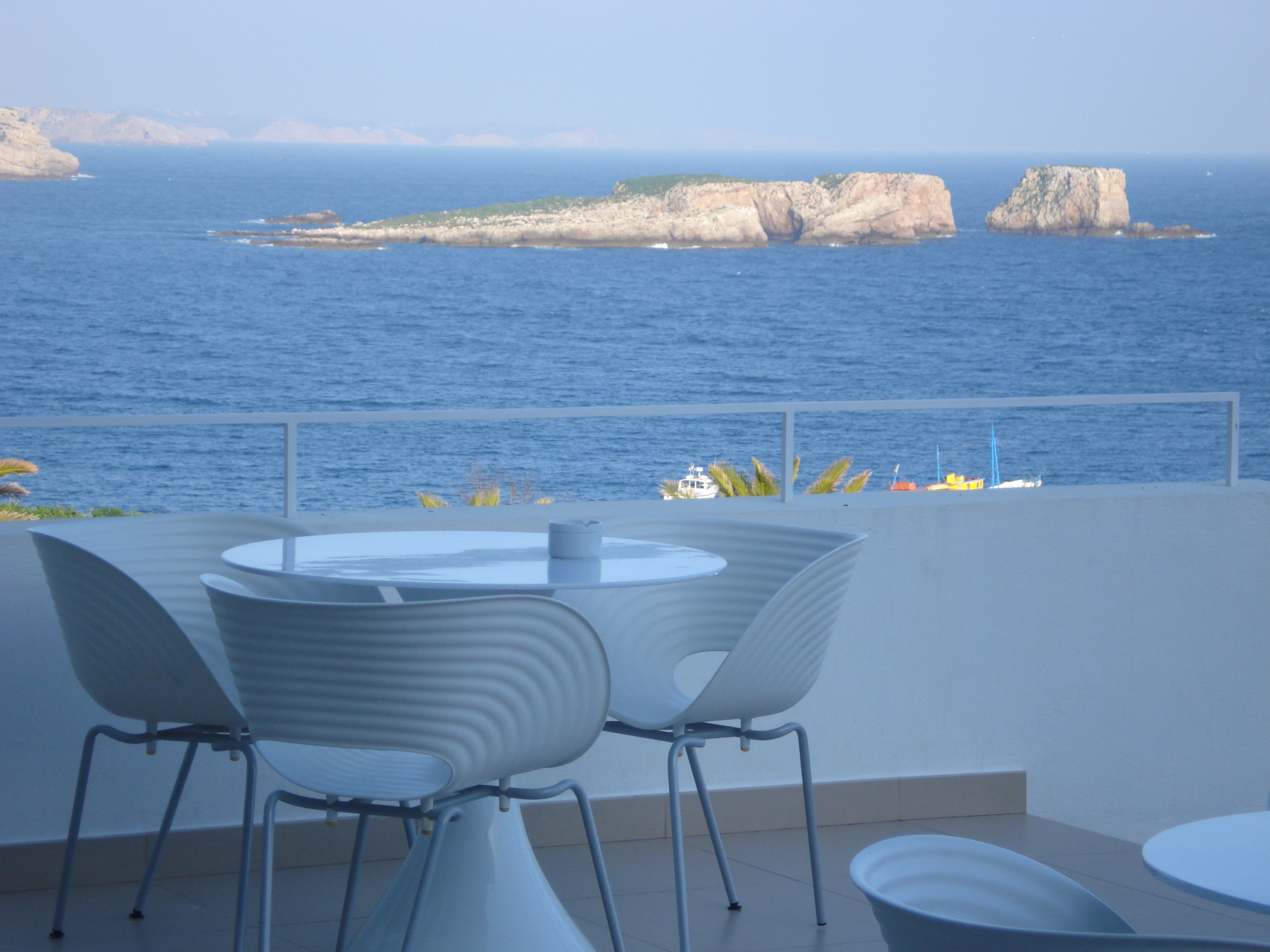
Islas Martinhal, en la ensneada de Martinhal, entrada al puerto de Sagres.

No se sabe con certeza si se trataba de la punta de Sagres, cuyo nombre proviene de Sacrum Promontorium, o del vecino cabo de San Vicente, que era considerado un promontorio sagrado. Estrabón consideraba que el promontorio era el punto más occidental de "todo el mundo habitado" entonces conocido. De hecho, el cabo de San Vicente está más al oeste todavía, pero, al estar más al norte, en el mapa de Estrabón de la península ibérica que está girado en el sentido de las agujas del reloj, con los Pirineos en una trayectoria norte-sur, es posible que lo considerara más al oeste. El punto más occidental de la península ibérica y de la Europa continental es el cabo de la Roca, al oeste de Sintra; la más meridional está en la isla de las Palomas, en la punta de Tarifa, en Andalucía.
Estrabón decía que Artemidoro menciona tres islas que protegen los lugares de fondeo en ese punto. Ninguna de las que parten del cabo de San Vicente se corresponde a esta descripción, pero en el lado oriental de la punta de Sagres hay un puerto (hoy el moderno puerto de Sagres) con estructuras antiguas protegidas por cuatro pequeños islotes seguidos (ya en la ensenada de Martinhal, los llamados islotes de Martinhal). Estrabón afirmó que tenían forma de barco.
Estrabón también afirma que Artemidoro informó que no había templos en el promontorio sagrado, sólo piedras. Según la costumbre, los visitantes deben girar las piedras oscilantes, servir una libación y girar las piedras a sus posiciones originales. No se permitían sacrificios ni pernoctaciones en el lugar, alegando que era cuando llegaban los dioses. No había agua y la tenían que traer los visitantes.

### Enrique el Navegante

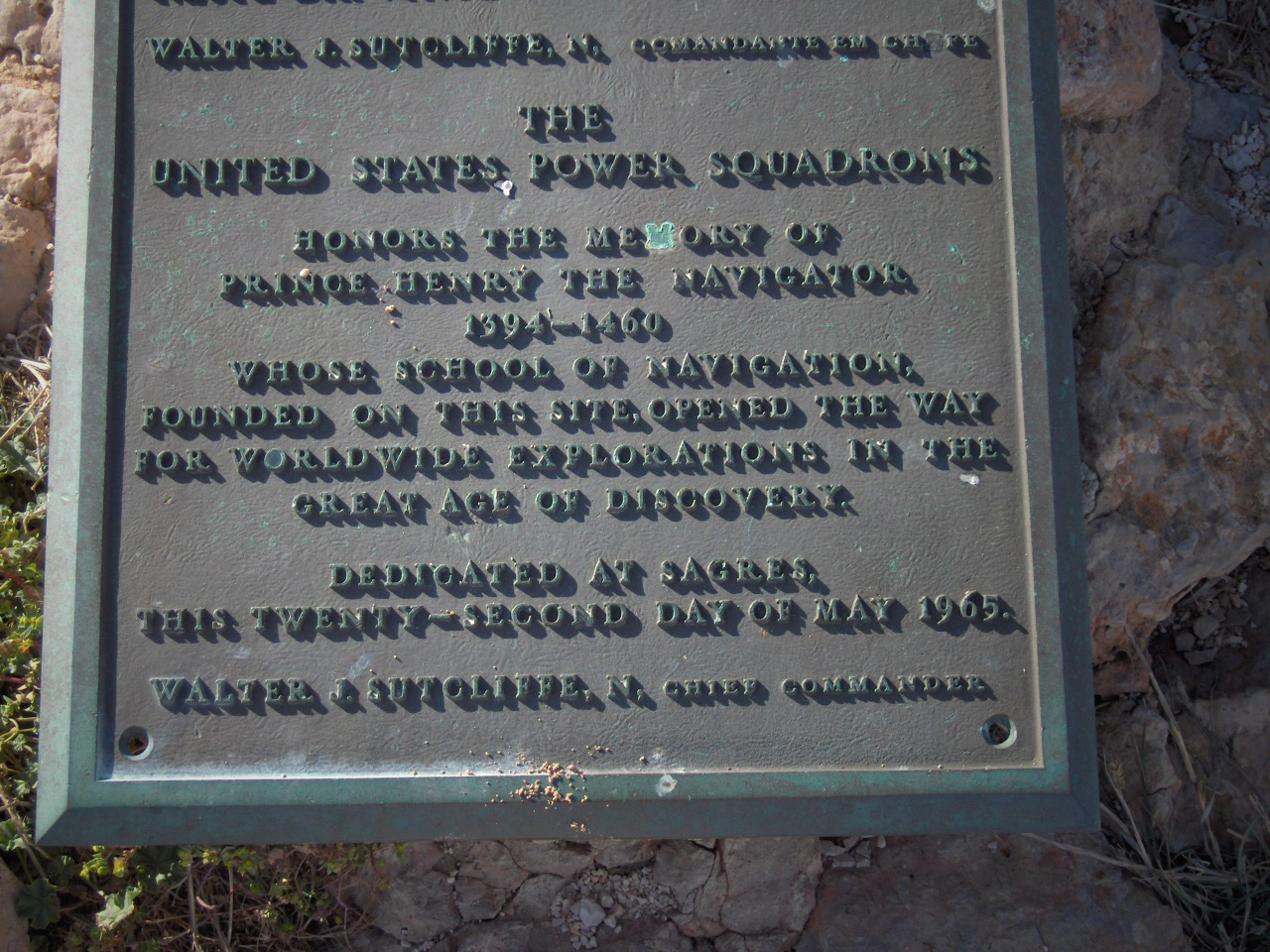
Placa colocada el 22 de mayo de 1965 en honor al príncipe Enrique el Navegante, ofrecido por la Marina estadounidense y colocado en la Fortaleza de Sagres

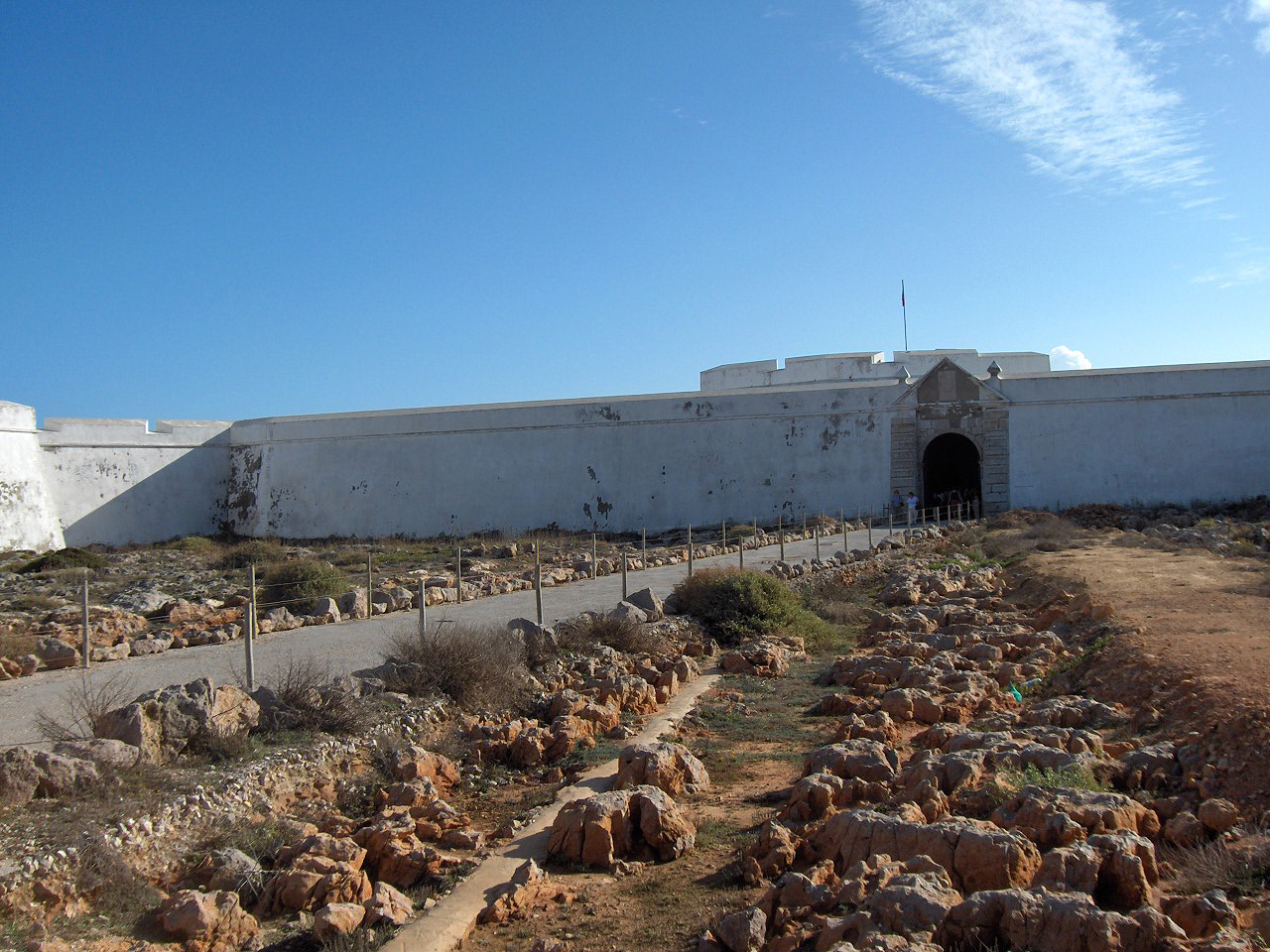
Fortaleza de Sagres

Cuando el infante Enrique el Navegante, hijo de Juan I y duque de Viseu, inició sus exploraciones y comenzó la Era de los Descubrimientos en su Vila do Infante, al no tener la península de Sagres las condiciones para tal empresa. Había poca agua potable, la agricultura era residual, faltaba madera para la construcción naval, no había un puerto de aguas profundas y la población era muy pequeña. El Infante repobló una localidad llamado Terçanabal, que quedaría desierto debido a los continuos ataques de piratería desde el mar. El pueblo estaba situado en un lugar estratégico para sus actividades marítimas y más tarde se llamaría Vila do Infante.
Enrique empleó cartógrafos, como Jehuda Cresques, para que le ayudaran a cartografiar las costas de la antigua Mauritania y promovió viajes de reconocimiento para hacerlo. Contrató al especialista en instrumentación y cartografía, Jaime de Mallorca, para que sus capitanes pudieran disponer de la mejor información y equipamiento náutico del momento. Esto dio lugar a la leyenda de la Escuela Naval de Sagres (donde "escuela" significa un grupo de estudio, no un edificio). Nunca ha habido un centro de ciencias de la navegación ni un observatorio. El centro de las expediciones fue el municipio de Lagos, más al este. Sólo más tarde las rutas de navegación partirían de Belém, al oeste de Lisboa.
Fue una época de importantes descubrimientos: la cartografía se hizo más precisa gracias a nuevos instrumentos de medición, con versiones mejoradas del astrolabio y del reloj de sol, se actualizaron y mejoraron los mapas y se diseñó un revolucionario tipo de embarcación, la carabela.
El infante Enrique construyó una capilla junto a su casa en 1459, ya que pasó más tiempo en Sagres o sus alrededores durante los años siguientes donde murió el 13 de noviembre de 1460.
Se desconoce la ubicación precisa de la escuela de navegación del príncipe Enrique, quizás en Lagos. Una creencia popular afirma que fue destruida en el terrible terremoto de 1755.

## Fortaleza de Sagres

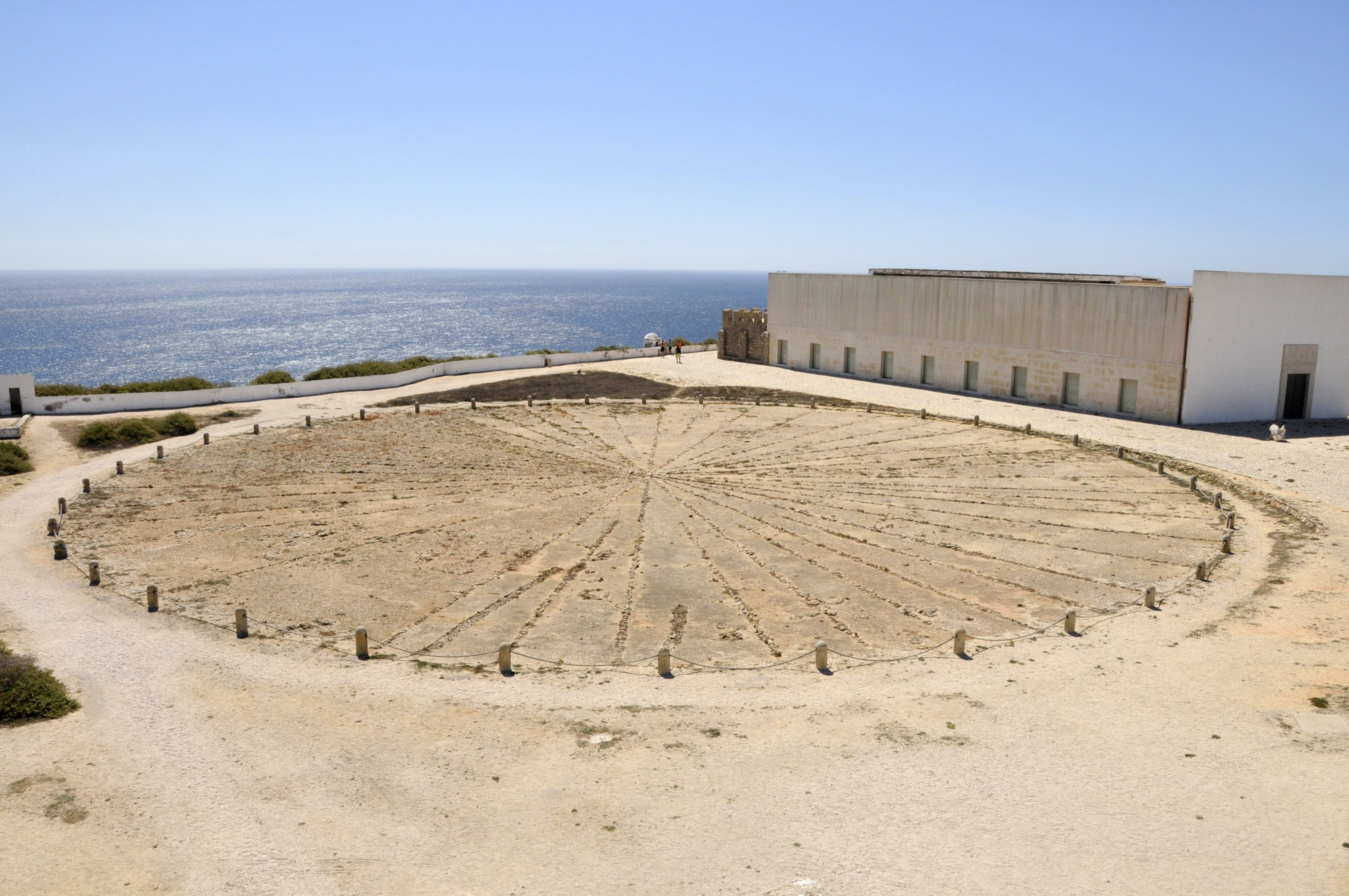
Rosa de los vientos.

La fortaleza de Sagres, también conocida como castillo de Sagres o fuerte de Sagres, está situada en una posición dominante coronando la punta de Sagres.
Desde su escarpado acantilado, constantemente azotado por el viento, se observa una gran panorámica de toda la costa, destacando las calas de Sagres, el cabo de San Vicente y la inmensa vista del océano Atlántico. La propia fortificación y su entorno, integrados en el Parque Natural del Sudoeste Alentejano y Costa Vicentina, ofrecen la posibilidad de acercarse al patrimonio natural de la costa, especialmente en lo que respecta a la flora, que alberga algunas de las especies más representativas de la región.
La fortaleza sufrió graves daños en el terremoto de 1755. Fue restaurada a mediados del siglo XX, y aún se conserva una torre del siglo XVI. Al entrar en un túnel, los visitantes pueden ver una enorme rosa de los vientos que mide 43 m de diámetro. Normalmente las rosas de los vientos se dividen en 32 segmentos, pero ésta tiene 40 segmentos (quizás un error en la restauración del siglo XX). Lo más probable es que sea mucho después de la Era de los Descubrimientos.

## Otros edificios

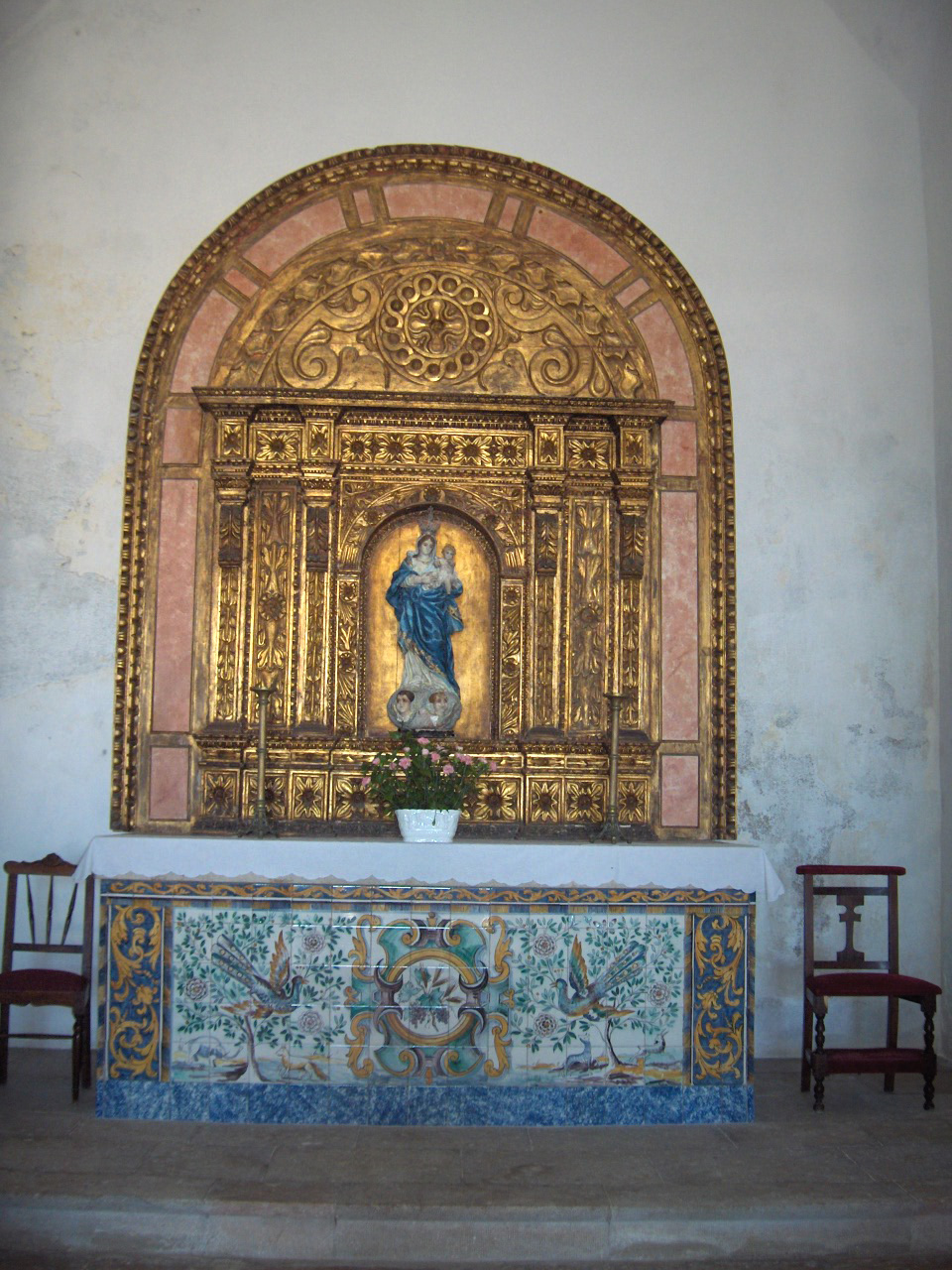
Retablo de la iglesia

La iglesia de Nossa Senhora da Graça, muchas veces restaurada, data del año 1579. Sustituyó a la iglesia original del Infante Enrique el Navegante de 1459. También fue dañada por el terremoto de 1755. Se realizaron algunos cambios en el edificio, como la construcción de un nuevo campanario en la casa del cementerio. En el lugar aún quedan algunas lápidas funerarias. En el interior de la modesta iglesia, un retablo barroco del siglo XVII sobre el altar procede de la Capela de Santa Catarina do Forte de Belixe, mientras que las estatuas policromadas de San Vicente y San Francisco de Asís proceden del convento franciscano de Cabo de San Vicente.
Junto a la iglesia hay una réplica de un patrón, utilizado por los exploradores portugueses para reclamar el descubrimiento y posesión de los territorios que descubrieron.